# Mikwe (Bischheim)

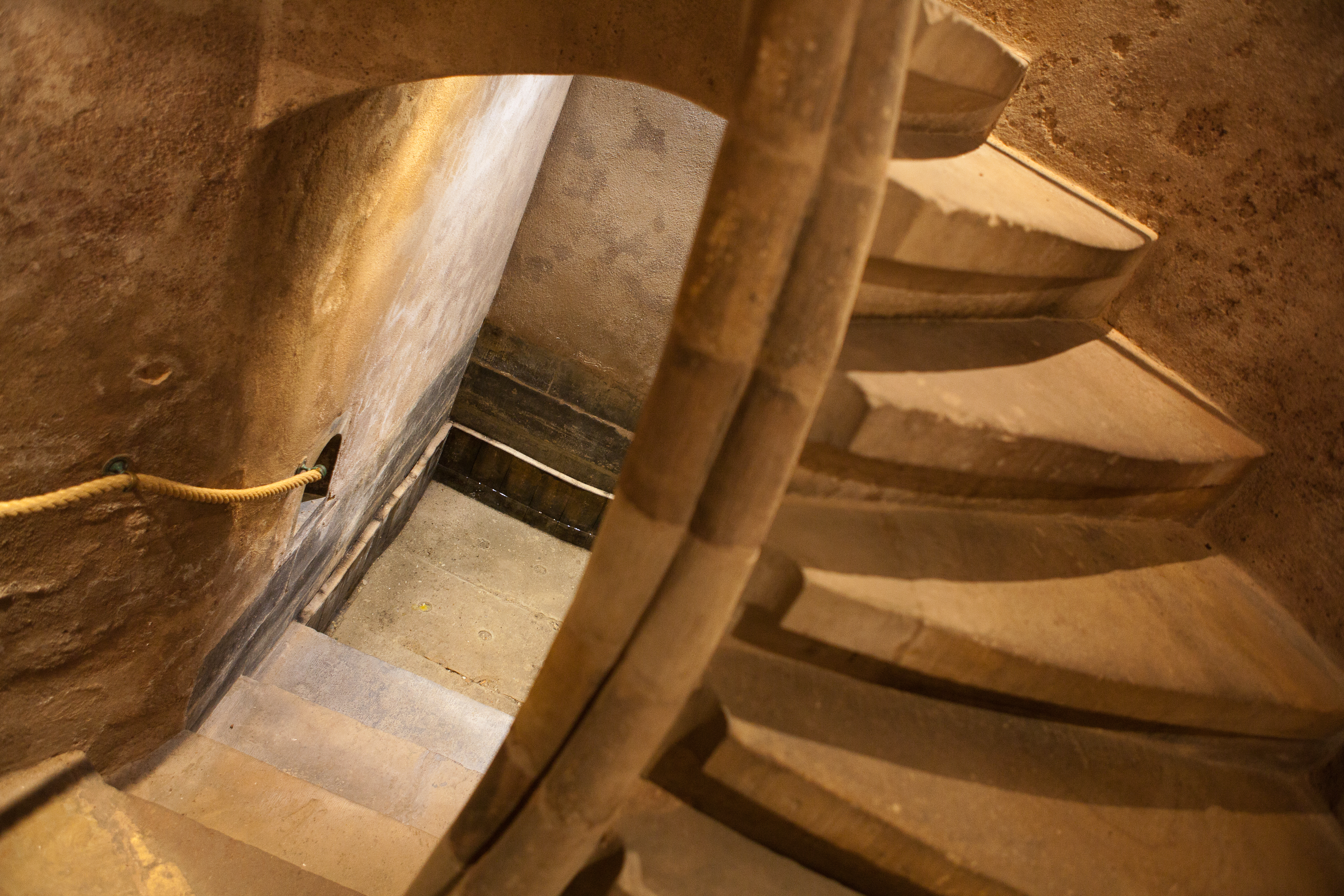
Treppe zur Mikwe in Bischheim

Die Mikwe in Bischheim, einer Stadt im Stadtverband Straßburg, wurde im 16. Jahrhundert erbaut. Die Mikwe in der Nr. 17 rue Nationale ist seit 1977 als Monument historique klassifiziert und kann besichtigt werden.